# MUSIC ON! TV
뮤직온! TV(MUSIC ON! TV)은 일본의 음악 전문 채널이다. 소니 뮤직 재팬의 위성방송사업자이다.

## 연혁
- 1998년 3월-SME TV 설립.
- 1998년 7월 1일-뷰식으로 개국함.
- 2002년 6월 1일-스카이 퍼펙으로 송출이 시작됨
- 2004년 5월 1일-채널 이름이 뮤직온! TV로 변경됨.
- 2009년- HD방송 시작됨.

## 채널번호
- 스카이퍼펙-731번(SD), 631번(SD)
- 히가리 TV-603번, 655번(HD)
- eo 광 TV-841번
- 제이:컴-376번, 351번(HD)
- JCN-503번, 553번(SD)

## 같이 보기
- 소니 뮤직 엔터테인먼트 (일본)